# Šlapanická švestka

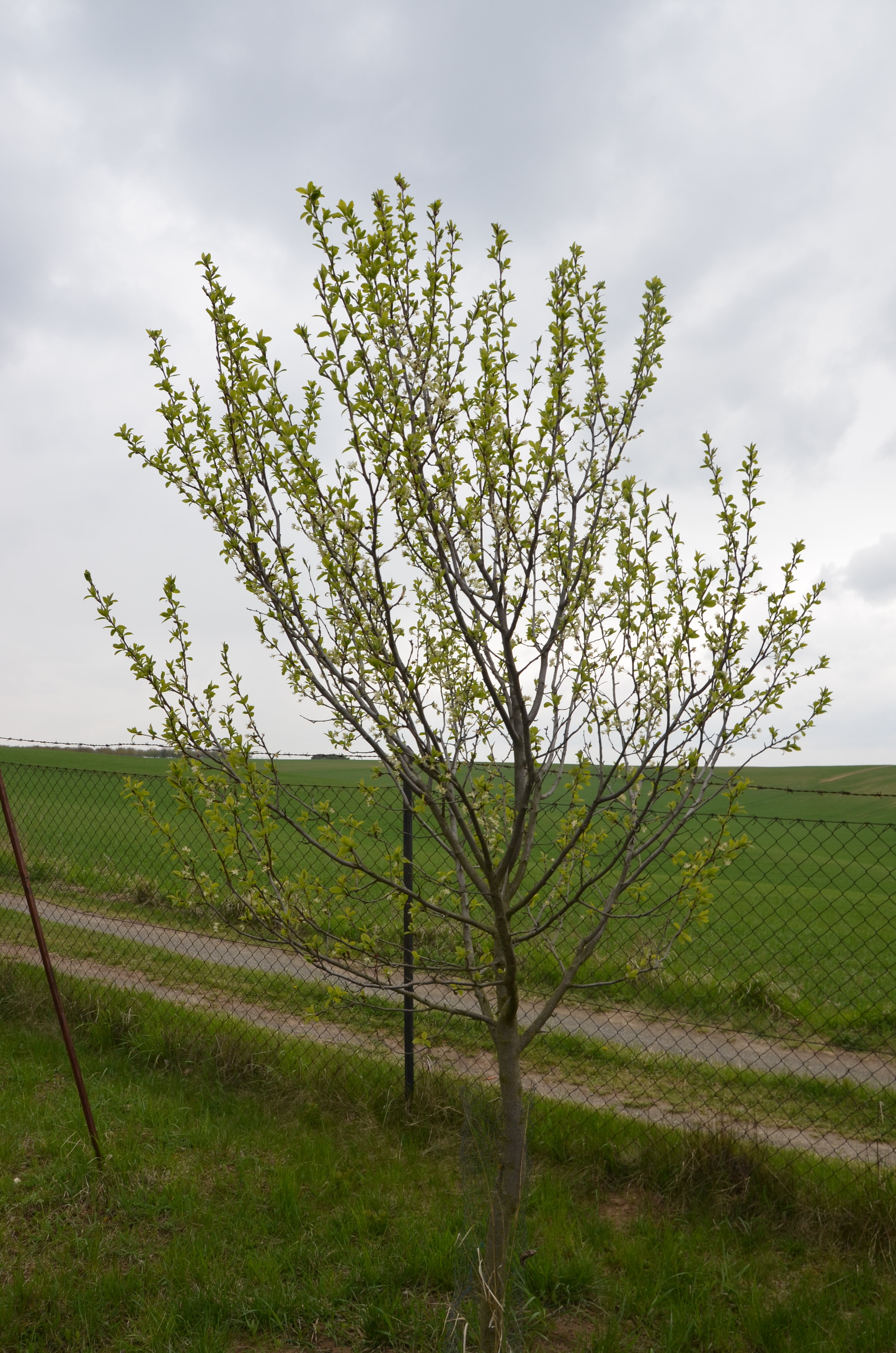
Šlapanická švestka

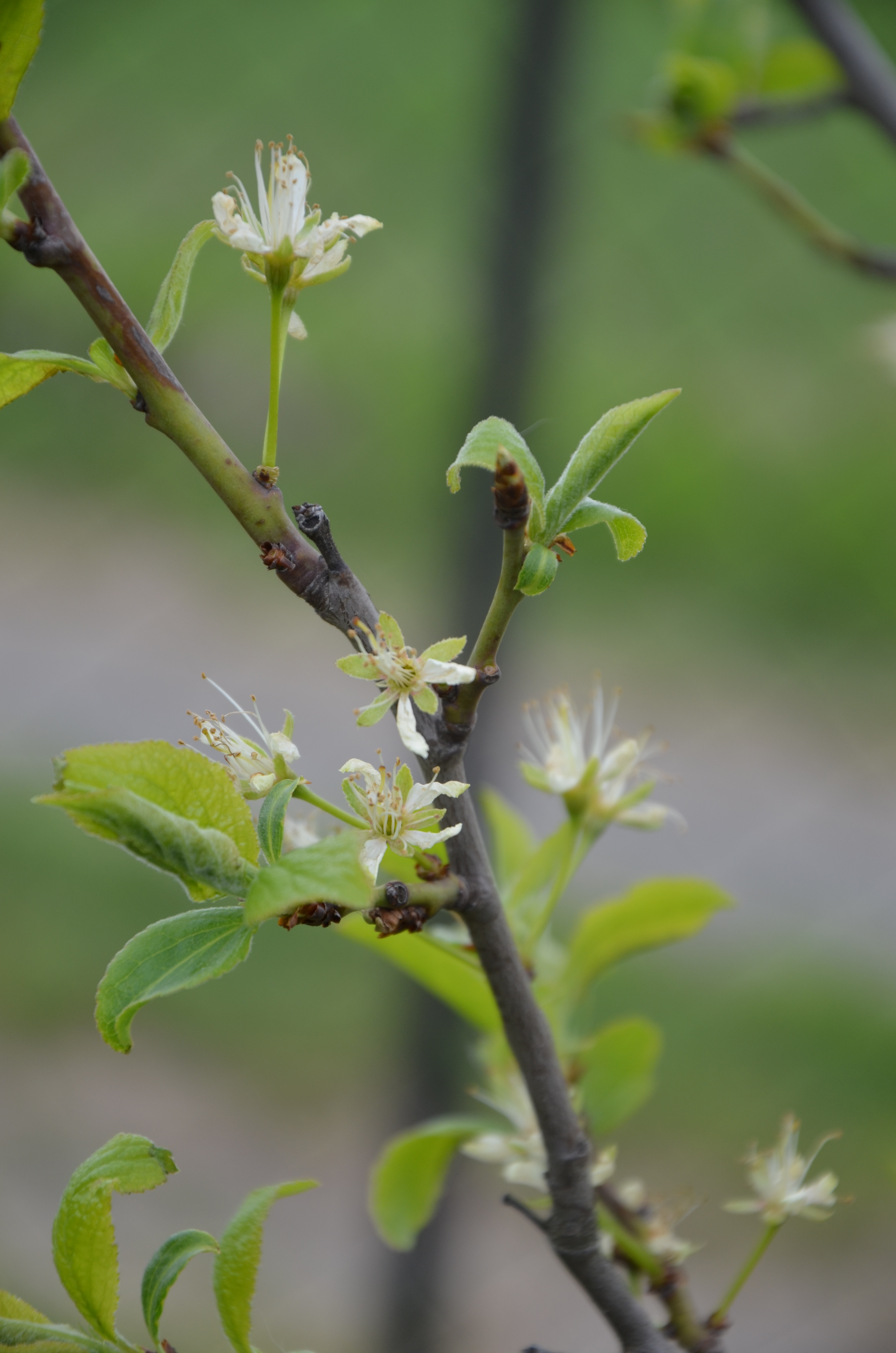
Detail květu šlapanické švestky

Šlapanická švestka (též Barošova švestka, německy Šlapanicer Zwetsche, francouzsky Prune de Šlapanice) je odrůda švestky. Byla vyšlechtěna pravděpodobně kolem roku 1930 Ondřejem Barošem, jenž byl v letech 1911–1951 zahradníkem hospodářské školy ve Šlapanicích.

## Dějiny
V pomologii „Stručné dějiny ovocnictví moravského“ z roku 1900 je popisováno okolí Brna, ovšem zdejší švestka není ještě zmiňována, zřejmě v tomto období nebyla ještě známa. Nezmiňuje ji ani publikace „České ovoce“ z roku 1924, uvádí ji až Vaňkova pomologie z roku 1937.

## Charakteristika
Jde o ekotyp švestky domácí, která právě v oblasti Šlapanicka vykazovala a stále vykazuje vynikající výsledky. Švestka je velmi odolná vůči mrazu, přestála i velkou mrazovou kalamitu bez problému. Je velice chutná a vykazuje velmi vysoký vzrůst, čímž je charakteristická. Je samosprašná. Patří k vynikajícím odrůdám, je však postižena značnou citlivostí k viróznímu onemocnění šarce.

## Rozšíření
Na výzvu zveřejněnou v roce 2016 ve Šlapanickém zpravodaji se přihlásilo několik čtenářů, v jejichž zahradách šlapanická švestka dosud roste. Uvažovalo se tehdy o využití roubů například pro nově vzniklou ovocnou alej.

## Zajímavosti
Šlapanická švestka je zařazena Ministerstvem zemědělství mezi odrůdy pěstované v prostorovém izolátu oprávněné čerpat dotaci. To znamená, že pokud by se firma či zahradnictví rozhodly začít očkovat a prodávat Šlapanickou švestku, dostaly by dotaci. Na samostatně rostoucí stromy v zahradách se dotace nevztahuje.
Je známo mnoho dalších krajových odrůd švestky domácí (okolo 30), které mají těžiště svého výskytu právě tam, kde byly vyšlechtěny.